# Gise Furtwängler
Gise Furtwängler (* 25. September 1917 in Berlin; † 1. November 1979 in Hannover) war eine deutsche Tänzerin, Choreografin, Ballettmeisterin und Ballettdirektorin.

## Leben
Furtwängler studierte bei Max Terpis und Tamara Rauser in Berlin, debütierte als Tänzerin beim Berliner Kabarett der Komiker und erhielt in der Folge Engagements in Königsberg, Wuppertal und bei verschiedenen Tournee-Ensembles. 1944 wurde sie Ballettmeisterin an den Wuppertaler Bühnen, später erfüllte die dieselbe Funktion am Theater Bonn sowie am Theater Heidelberg. Für ein Engagement an der Komischen Oper Berlin wechselte sie zurück in den Tänzerberuf, wo sie 1955 das Ballett Der verlorene Sohn auf Musik von Sergej Prokofjew choreografierte. Es folgten Choreografien am Hessischen Staatstheater Wiesbaden und am Theater Bielefeld. 1961 wurde sie Ballettdirektorin am Theater Oberhausen, 1964 wechselte sie in gleicher Funktion an die Städtischen Bühnen Münster. Von 1966 bis 1969 wirkte sie als Ballettdirektorin an den Bühnen der Stadt Köln, 1971 bis 1974 dann am Theater Krefeld-Mönchengladbach, 1974 bis 1976 schließlich an den Niedersächsischen Staatstheatern Hannover.

## Choreografien (Auswahl)
- Die Nachtigall und die Rose (Musik: Friedrich Voss), Theater Oberhausen, 1962
- Feengarten (Musik: Maurice Ravel), Theater Oberhausen, 1963
- 'adame Miroir (Libretto: Jean Genet, Musik: Darius Milhaud), Städtische Bühnen Münster, 1964
- Serenade (Musik: Arnold Schönberg), Städtische Bühnen Münster, 1964
- ...und andre Stätte hab ich keine als in dir (Musik: Maurice Ravel), Städtische Bühnen Münster, 1966
- Daphnis und Chloë (Musik: Maurice Ravel), Bühnen der Stadt Köln, 1966
- Ballett für Bartóks Streicherdivertimento (Musik: Béla Bartók),  Bühnen der Stadt Köln, 1967
- Intime Briefe (Musik: Leoš Janáček), Bühnen der Stadt Köln, 1968
- Being Beauteous (Musik: Hans Werner Henze), Bühnen der Stadt Köln, 1969
- Ohne Titel (Musik: Arnold Schönberg & Bernd Alois Zimmermann), Theater Krefeld-Mönchengladbach 1972
- Bolero (Musik: Maurice Ravel), Staatstheater Darmstadt, 1975
- Rapsodie espagnole (Musik: Maurice Ravel), Staatstheater Darmstadt, 1975